# Tâncăbești

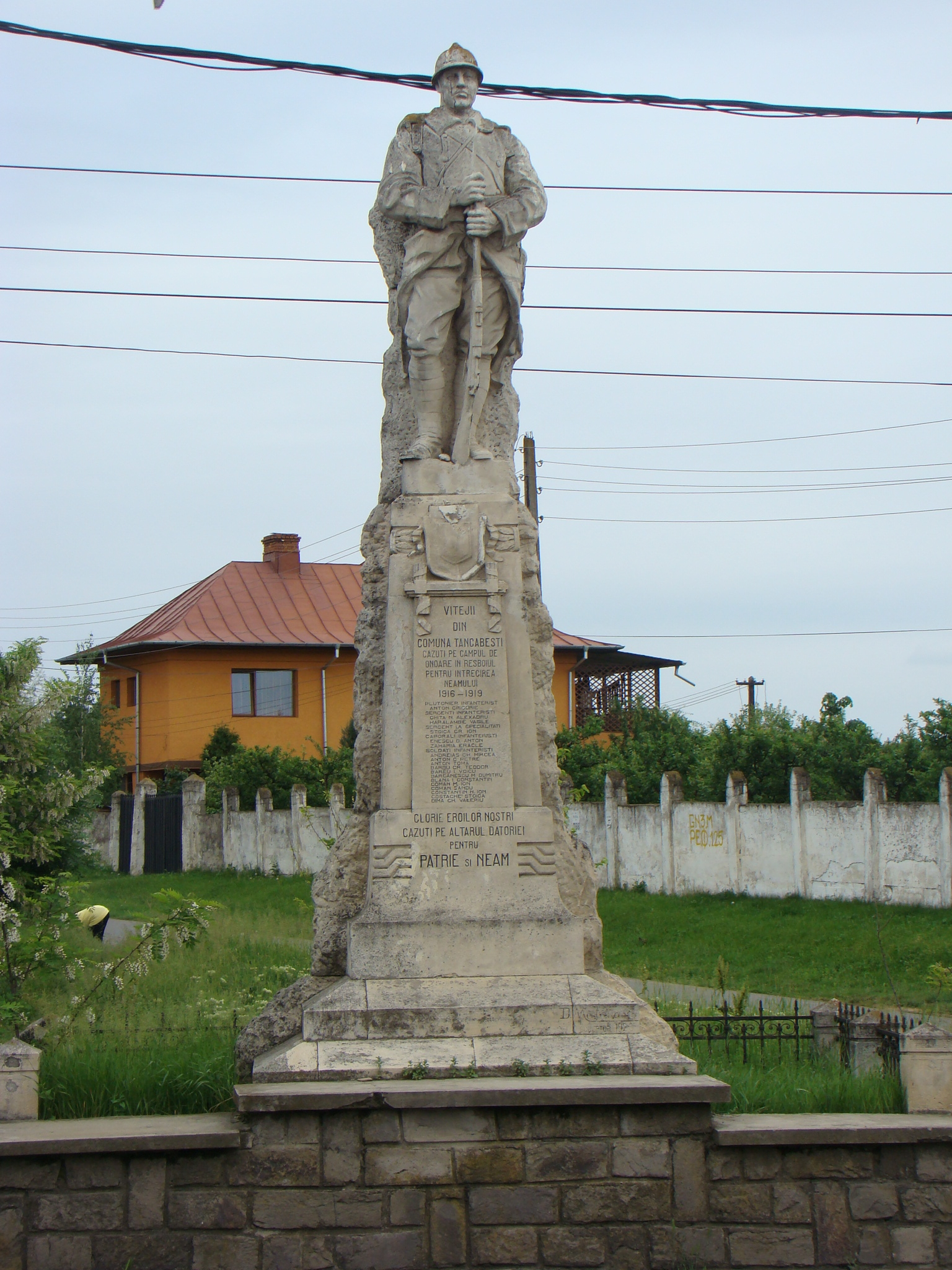
Denkmal für die Gefallenen des Ortes im Ersten Weltkrieg

Tâncăbești, alte Schreibweise Tîncăbești [ˈtɨncəbeʃtʲ], ist ein Dorf im Kreis Ilfov in der Region Walachei in Rumänien. Verwaltungstechnisch gehört das Dorf zur Gemeinde Snagov.
An der Nationalstraße 1, hier Teil der Europastraße 60, befindet sich der Ort etwa 30 Kilometer nördlich von Bukarest entfernt. In Tâncăbești befindet sich der 1952 in Betrieb gegangener Mittelwellensender (⊙) des rumänischen Rundfunks, der mit einer Sendeleistung von 1500 kW zu den stärksten in Europa zählt und nachts auch in Deutschland leicht empfangen werden kann.
Hier im Ort lebt der ehemalige rumänische Kanute Ivan Patzaichin.

## Geschichte
Auf dem Territorium des Dorfes wurden archäologische Funde, die in die Bronzezeit datiert wurden, gemacht.
Im Wald unweit des Ortes wurde in der Nacht zum 30. November 1938 Corneliu Zelea Codreanu, der Führer der faschistischen Eisernen Garde Rumäniens, erschossen.

## Sehenswürdigkeiten
- Die orthodoxe Kirche Sf. Împăraţi Constantin şi Elena, wurde 1912 errichtet.[5]
- Denkmal für die Gefallenen des Ersten Weltkrieges, steht an der Europastraße 60 und ist denkmalgeschützt.[4]
- Zwei Stauseen – Tâncăbești 1 und Tâncăbești 2 – des Flusses Snagov, wo Angelwettbewerbe stattfinden.[6]